# ファンクラブ
ファンクラブ（英語: fan club）は、芸能人やスポーツチームなどのファンで構成される団体。または、その形式を用いたシステム。

## 概要
後援会のより砕けた表現とも言える。会員にとっては、後援者（ファン）にとっては後援会よりは入会の敷居が低く、活動内容も受け身に近い場合が多い。応援される本人（あるいは団体）の公認で設置される公設ファンクラブが多いが、熱狂的なファンが自ら運営する私設ファンクラブもあり、それをタレント本人が公認している場合もある。通常はファンクラブへ入会金と年会費を支払い、主な運営資金としている。メーカーとブランド主催のファンクラブの場合は宣伝の意味合いもあり、入会金と年会費を無料とする場合もある。

## ファンクラブが設置される対象
- アイドル・ミュージシャン
- 俳優・劇団・声優（個人またはユニット）
- スポーツ選手・スポーツチーム（プロ野球チームやプロサッカークラブなどプロフェッショナルスポーツのそれが特に有名）
- 漫画家
- 作家
- メーカー・ブランド
- 放送局
- インターネットで何らかの活動を行う者

他

## 主な会員特典
- 会員証発行
- 記念品、会員限定商品、サイン色紙等のプレゼント
- 会報誌送付（公式サイトのSSL設定つき会員用エリアで提供されることもある）
- チケットの優先販売、割引券発行、無料招待
- 会員限定イベントの参加（ファンの集い、サイン会、握手会、撮影会等　会員証が入場許可証になる）
- 会員限定情報配信、ダイレクトメール送付
- 関連商品の販売、購入額に応じたポイント付与および交換
- 会員専用の相談・質問窓口（一般からの問い合わせに優先して回答がある）

他